# Sintip
En nomenclatura biològica, un sintip és cadascun dels espècimens llistats en la descripció d'espècies, quan no s'ha designat holotip o n'hi ha més d'un. Aquesta pràctica ha estat molt comuna històricament, i aquells sintipus que no han estat substituïts, encara es consideren els originaris del nom de l'espècie. Sovint els sintipus han estat designat explícitament com a tals, i de fet, segons l'actual Codi Internacional de Nomenclatura Zoològica, són un requisit perquè una designació sigui considerada vàlida, encara que els intents recents de publicar descripcions d'espècies noves basant-se en els sintipus, són generalment mal vistes pels taxonomistes.
Un lectotip pot ser designat d'entre els sintipus, quedant la resta d'espècimens catalogats amb l'estatus de paralectotip. Aleshores ja no hi tipus nomenclatural, encara que si es produeix la pèrdua o destrucció del lectotip, generalment és preferible fer servir un paralectotip coespecífic com a substitut (neotip). Quan els individus d'una sèrie d'espècimens sintips es troba que pertanyen a diferents tàxons, pot produir-se inestabilitat nomenclatural, donat que les espècies nominal poden ser interpretades de diferents maneres.